# Oh Baby Mine (I Get So Lonely)
«Oh Baby Mine (I Get So Lonely)» es una canción popular escrita y publicada por Pat Ballard en 1953.

## Versión original
La versión más exitosa fue realizada por The Four Knights en Capitol Records en 1953. La canción alcanzó el número 3 en la lista de los más vendidos de Billboard, y el número 2 en Cash Box en 1954.

## Versiones cover
- Bing Crosby grabó la canción el 29 de enero de 1954, acompañado por Guy Lombardo y sus Royal Canadians en Los Ángeles.[3]
- Anne Shelton con Ken Mackintosh y su orquesta la grabaron en Londres el 3 de marzo de 1954. La canción fue lanzada por EMI en el sello His Master's Voice como número de catálogo B. 10680.
- En 1954, Johnnie & Jack, tuvieron un éxito country número 1 con su grabación.[4] En abril de 1954, alcanzó el puesto número 1 en la lista de country y western de Billboard.[5] También ocupó el puesto número 25 en la lista de ventas minoristas del país y el oeste de fin de año de Billboard de 1954.[6]
- The Statler Brothers, cuya versión fue hit country número 2 en 1983. La versión de los Statlers fue su primera canción con la voz de Jimmy Fortune, quien había reemplazado a Lew DeWitt, quien se había retirado debido a problemas de salud.
- También en 1983, el cantante y comediante holandés Andre van Duin la lanzó (con nueva letra) como «De Heidezangers»; en el video adjunto, interpretó a una banda de aficionados de tres piezas de piano, guitarra y bajo. Convirtió «Oh Baby Mine» en el impedimento del habla «Ik ssspeel de basss» («Yo toco el bajo»).

## Cultura mediática
- La canción fue cantada por The Sportsmen Quartet y Eddie "Rochester" Anderson en el episodio de la temporada 5 de The Jack Benny Program, «How Jack Found Mary».
- La canción también se cantó en el episodio de la temporada 2 de The Bob Newhart Show, «My Wife Belongs to Daddy».